# 巫
巫覡是指能運用超自然力的人類，通稱巫。說文解字：「能齋肅事神明者，在男曰覡，在女曰巫」，男性稱為覡，或稱巫師。女性稱為巫，或稱師婆，後漢書卷五十九張衡傳：「或察龜策之占、巫覡之言」，因此男女合稱巫覡。在中華文化圈裡的陰陽論來說，男屬陽而女屬陰，而陰性的人較容易與靈魂溝通，因此不論是巫還是靈媒多以女性擔任。

## 各文化中的巫

### 中國
中國远古时曾经有过“家为巫史”的情况，人人都会巫术。然而，那时人们运用巫术就是日常生活的一部份，並未職業化。巫職業化後更成為官職，商代、周代都有專門負責祭祀、卜筮等工作的官員。周公制禮作樂後，巫的地位下降。
春秋戰國時巫仍然很盛行，宋玉《高唐赋》：“昔者先王尝游高唐，怠而昼寝，梦见一妇人，曰：妾为高唐之客，闻君游高唐，愿荐枕席。王因幸之。去而辞曰：妾在巫山之阳，高丘之阻，旦为朝云，暮为行雨，朝朝暮暮，阳台之下。”王国维在《宋元戏曲史》论及楚国女巫：“至于浴兰沐芳，华衣若芙，缓节安歌，歌舞之盛也。乘风载云之词，生别新知之语，荒淫之意也。是则灵之为职，或偃蹇以像神，或婆娑以乐神...”
管仲重病临终，齐桓公前去探视，管仲告诫齐桓公不要重用与亲近易牙、竖刁、开方三人，為三奸（《吕氏春秋》中再多了常之巫一人，合稱四奸），常之巫是個懂醫術養生、會治病也會占卜，是當時的方士；齐桓公说：“他能审察死生之理，能驱除鬼降给人的疾病，这样的人还能够怀疑吗？”管仲回答：“死和生是命中注定的，鬼降给人的疾病是由于精神失守引起的。君王不听任天命，守住精神，却去依靠常之巫，他将因此无所不为了。”。齐桓公最终没听，因此被困而亡，死后三月未葬。
漢代初期巫術仍然普遍見於各階層，至漢武帝獨尊儒術，社會受到孔子「不語怪、力、亂、神」以及「未能事人，焉能事鬼」等觀念影響，巫不再具官方地位。至此巫覡在北方愈來愈不流行，退向南方，到了唐宋時期已退到長江流域；至20世紀，則只有嶺南較為盛行。現在於廣東則稱為問覡婆，在台灣民間信仰中則演化為乩童。

### 西非

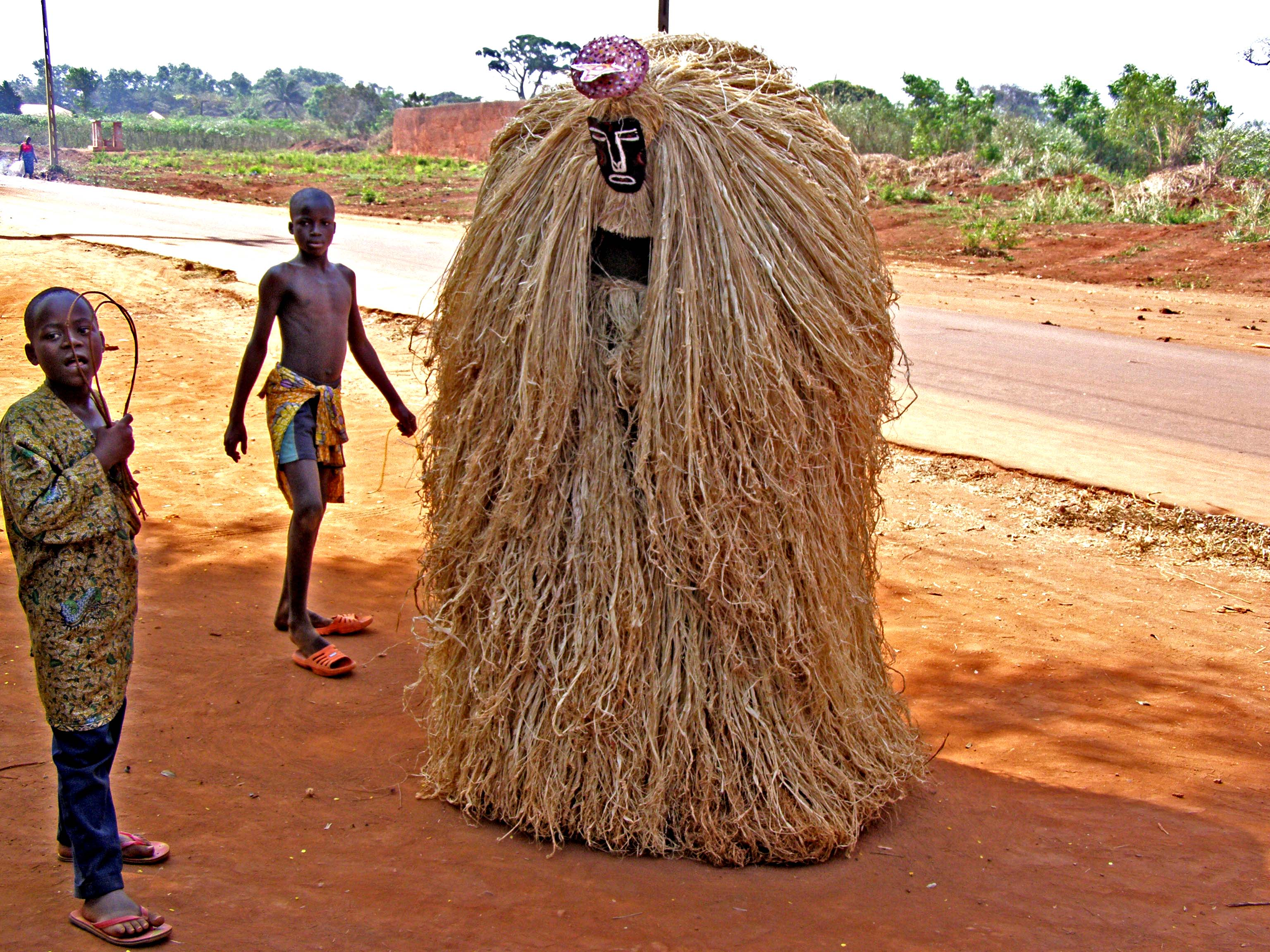
贊比托，夜之守護者

西非的伏都教又称“巫毒教”，起源于西非国家贝宁，是贝宁的官方宗教，在邻国多哥也极为盛行，多哥首都洛美就是世界最大的巫术市场，当地人称该教已经存在100多年了，现已成为多哥人日常生活的一部分。伏都教也是加纳、尼日利亚丰族人的信仰。市场上，商贩提供的相关商品复杂多样，功能不一，有用来施咒的猴子头、羚羊头骨、大象尾巴制成的手镯，还有变色龙粉制成的爱情魔药，神秘色彩浓重。

### 朝鮮
朝鮮的巫是巫教中聖職人員。

### 中國西南少數民族
中國西南地區少數民族中，具有治病能力的女巫醫，例如壯族的雅禁，漢語俗稱「禁婆」。

### 薩滿教
薩滿教，負責跳大神的女祭司。

### 台灣原住民
台灣原住民族不少均有巫的傳統。西拉雅族的女巫稱為尪姨。台灣的地方北投在平埔族語裡的意思就是女巫。

## 類似文化
在西方，一些為人占卜吉凶、祈福、施咒、或是能運用魔法的人（魔法師），在漢語裡也稱為巫。如把女性魔法師（witch）稱為「女巫」，男性魔法師(wizard)稱為巫師，因為具備掌握原始文字、醫藥等知識，在遠古時代通常屬於官僚階級或者乾脆由貴族等統治階級人士擔任。但隨著基督教的傳播，巫師的地位不斷被打壓甚至遭到教會迫害。到了現代，這些人不一定具有祭司或靈媒身份。

## 巫覡宗教

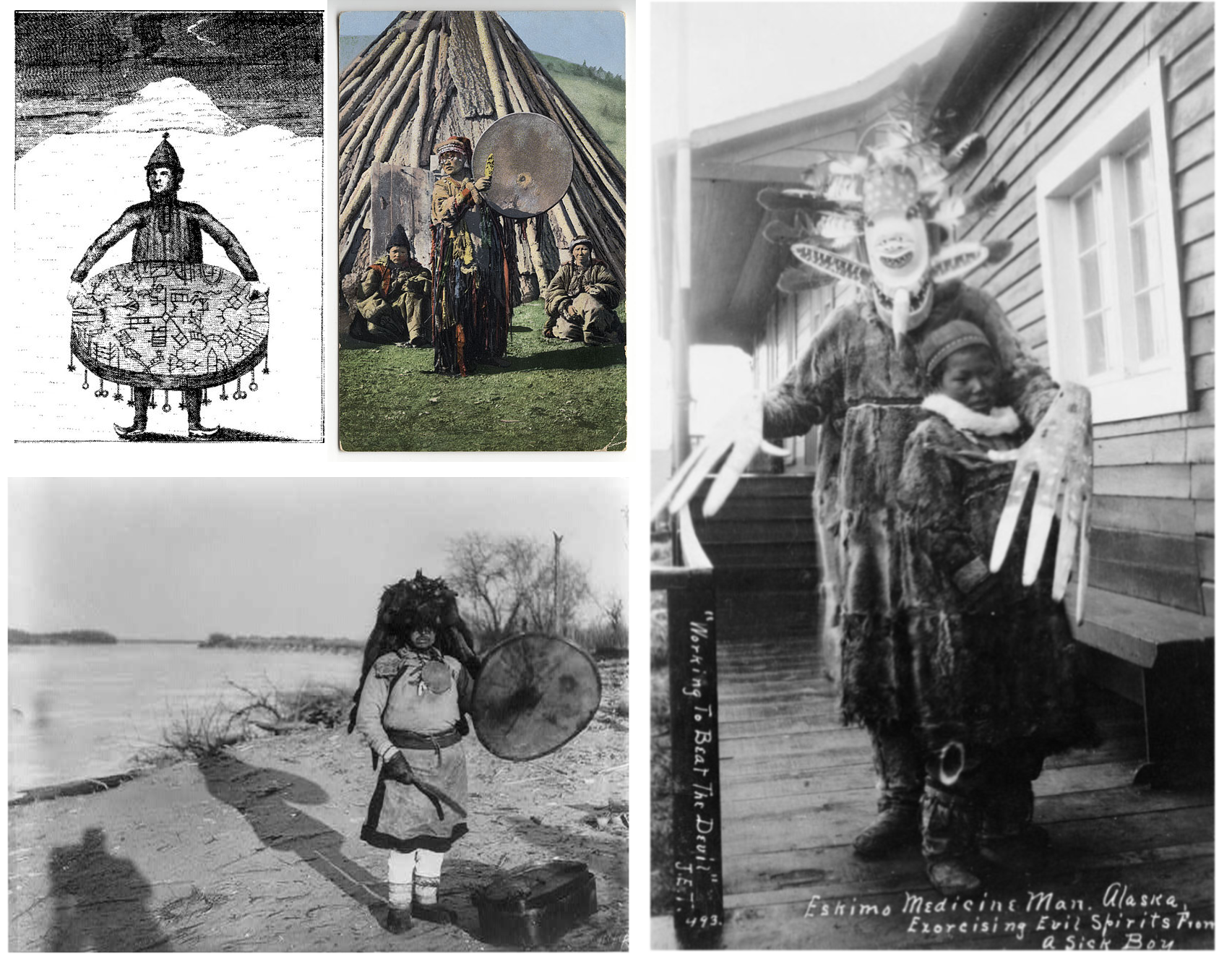
巫覡一般是指在原始文化中治療疾病的巫師。

巫覡宗教又稱巫教、巫覡教等等，是一类涉及到诊断、治疗與引發疾病等能力的传统信仰及实践，是原始宗教的一個子類。巫覡宗教有时因为与灵魂的特殊的关系、或对灵魂的控制而造成人们的苦难。巫師或稱巫覡，曾被认为有控制天气、预言、解梦、占星以及旅行到天堂或者地狱的能力，例如漢族的巫（女性巫師）與覡（男性巫師）、滿族的薩滿、蒙古族的博、朝鮮民族的巫堂（무당）、藏族的苯。

### 概論
常見的巫術有附身、占卜、祈福、施咒等。巫的歷史悠久，原始社會的村落共同體中就有借助神靈附體的力量，替人祈禱驅邪治病的專業人員，這種人員就是巫。巫包括靈媒、祭司、巫醫、占卜師、魔法師等。
巫覡宗教传统始于史前时代并且遍佈世界。最崇拜薩滿教的地方是伏爾加河流域、芬人居住的地區(烏拉爾民族)、東西伯利亞與西西伯利亞(阿爾泰民族)。朝鮮民族也是巫教的信徒，他們的東學黨據說是由此而來。满族人的祖先女真人，曾信奉萨满教（巫教的一種），直到公元11世纪。清朝皇帝把萨满教和满族的传统结合起来，运用萨满教把东北的人民纳入帝国的轨道，同时萨满教在清朝的宫廷生活中也找到了位置。
有一种与当代人对巫教（简·阿特金森称之为“萨满术”）的研究不同，代表人物为莫赛·伊利亚德，他在其1951年出版的经典著作中提出假设：巫教乃是一种单一类型的教---他称之为“典型的”巫教，其结论认为：巫教是国家产生前的社会中的文化产物。但当代专家学者抛弃了他的假设和结论，主要研究巫教在各种政治制度下的实践，远起草原地区的游牧民族，近至曾是殖民地的地区，如当代的朝鲜和臺灣，涉及各类制度环境。萨满教（阿爾泰與西伯利亞巫教）仍然存在于20世纪的北亚。

### 在世界各地的不同形式
- 東亞的巫教
  1. 華人民間信仰（師公、乩童、神婆等）
  2. 日本神道教
  3. 朝鮮巫教
  4. 琉球神道
  5. 赫蒙族萨满教
- 台灣原住民傳統巫教
- 藏族的苯教
- 東南亞巫教
  1. 苗族巫蠱
  2. 泰人精灵崇拜）
- 阿爾泰（蒙古、突厥、滿洲、通古斯）的萨满教
  1. 滿族萨满教
  2. 蒙古族萨满教
  3. 中亞萨满教
- 西伯利亞的萨满教
- 萨米萨满教
- 芬蘭－烏戈爾巫覡宗教
- 美洲原住民巫教

### 存在根基及历史
巫觋宗教建立在认为可见的世界充满影响生物体生活的不可见的力量或者灵魂的前提上。与其他任何的（通常是全部社会成员笃信的）万物有灵论或称泛灵论不同，成为巫覡要求专业的知识和能力。但是，巫覡们不会像佛教的法師或基督教的牧师那样组成全职的仪式或者精神类组织。哈薩克人中間有一種名爲巴克什的人，即是巫醫。他們是信仰伊斯蘭教的薩滿，就連保加爾汗國也有這種人與俄羅斯東正教也有聖愚，證明巫教的影響無遠弗至。有些巫覡是一夜之間成爲，有些是要拜師。巫覡與世界其他地區巫醫不同之處是他們的意識可隨時進入癲狂狀態。

### 实践形式
在一些社会中巫覡的力量被认为是从其他被“招魂”的巫覡那里过继过来的：西伯利亚萨满的举止可能被西方医师描绘为精神病患者，但是西伯利亚文化将其解读为灵魂附体，而在南美土著和Tapirape那里巫覡被托梦。在其他社会中巫覡找到了他们的终生职业：原始民族寻找可以跟灵魂交流的宗教团体进行“前景咨询”，南美土著舒阿尔人追寻反抗敌人保护家族的力量，从而把自己训练成极有造诣的巫覡。西伯利亞人容易患上一種名爲模仿性舞蹈症的病，有人認爲這是成爲巫覡的其中一步驟，其中一病例是一支哥薩克模仿軍官的言行，最初軍官以爲開玩笑，但發現不是有意的行爲，很多巫覡都是患病後成爲巫覡。雅庫特人稱爲薩滿病症（他们认为萨滿（巫覡）是仪式不是宗教），先經過一昏迷階段，大約三天，然後脫胎換骨，甚麼也要重新學習，再宰羊一隻，就可找一老師學習，成爲薩滿（最后階段爬一棵由刀刃構成的宇宙树）。有趣的是，大部分聖愚也經歷過此階段。
巫覡们能够跟灵魂交流来诊治深受魔道所害的人：有些社会区分能治病的巫覡和害人的巫覡（白萨满和黑萨满）；其他的相信所有的巫覡都有治疗以及害人的力量；也就是说，巫覡在有些社会也被认为有能力害人。巫覡在社团里通常享有极大的权力和声望但也可能被怀疑害人而招致恐惧。大多数巫覡是男人，但也有些社会里女人会成为巫覡（在旧挪威拉普人文化里，只有女人才可以，男人做巫覡被认为是不体面的）。
巫覡教现今还在全世界继续流传，不只在乡下，还在城市，在市镇，在郊区以及棚户区，不论是在極地还是在丛林或者沙漠里。

### 名稱問題
在漢語中，“巫覡宗教”一詞被用來統稱這類宗教，“薩滿教”用來指一類流形于北亞的巫覡宗教。
在英語中使用（直譯“薩滿教”）一詞統稱所有的巫覡宗教。但是，基于这个词来自特定的地点及民族，不是所有的传统民族都赞成用作为一个英語通称。它在古英语中就是以“witch doctor”（巫婆医生）的形式出现的——一个高度概括的术语体现了巫覡的两个模式化特征：魔法知识及其他学问；治疗和改变境遇的能力。

## 延伸阅读
[在维基数据编辑]
 《欽定古今圖書集成·博物彙編·藝術典·巫覡部》，出自陈梦雷《古今圖書集成》